# South Cooking Lake
South Cooking Lake est un hameau du comté de Strathcona situé dans la province canadienne de l'Alberta.

## Démographie
En tant que localité désignée dans le recensement de 2011, South Cooking Lake a une population de 288 habitants dans 122 de ses 140 logements, soit une variation de -1,4 % par rapport à la population de 2006. Avec une superficie de 2,271 0 km2, le hameau possède une densité de population de 126,816 4 hab/km2 en 2011.
Concernant le recensement de 2006, South Cooking Lake abritait 181 habitants dans 75 de ses 83 logements. Avec une superficie de 0,379 8 km2, le hameau possédait une densité de population de 476,6 hab/km2 en 2006.